# Elecciones municipales de San Martín de 1963
Las elecciones municipales de San Martín de 1963 se llevaron a cabo el 15 de diciembre de 1963 para elegir al alcalde y al Concejo Provincial de San Martín para el periodo 1964-1966. La elección se celebró simultáneamente con elecciones municipales en todo el país. Por primera vez en la historia del Perú, las autoridades locales fueron elegidas por voto universal alfabeto y directo.

## Sistema electoral
La Municipalidad Provincial de San Martín es el órgano administrativo y de gobierno de la provincia de San Martín. Está compuesta por el alcalde y el Concejo Provincial.
La votación del alcalde y el concejo se realiza en base al sufragio universal alfabeto, que comprende a todos los ciudadanos nacionales mayores de veintiún años, empadronados y residentes en la provincia de San Martín y en pleno goce de sus derechos políticos.
El Concejo Provincial de San Martín está compuesto por 9 concejales elegidos por sufragio directo para un período de tres (3) años, en forma conjunta con la elección del alcalde (quien lo preside). La votación es por lista cerrada y bloqueada. Se asigna a cada lista los escaños según el método d'Hondt.

## Partidos y candidatos
A continuación se muestra una lista de los principales partidos y alianzas electorales que participaron en las elecciones:
| Candidatura | Candidatura | Partidos y alianzas | Candidatos | Candidatos          | Ideología                                           | Ref. |
| ----------- | ----------- | --- | ---------- | ------------------- | --------------------------------------------------- | ---- |
|             | AP–DC       | Lista - Alianza Acción Popular - Democracia Cristiana (AP–DC) – Acción Popular (AP) – Partido Demócrata Cristiano (DC)                          |            | Carlos Chong García | Liberalismo Humanismo Democracia cristiana          |      |
|             | APRA–UNO    | Lista - Coalición Partido Aprista Peruano - Unión Nacional Odriísta (APRA–UNO) – Partido Aprista Peruano (APRA) – Unión Nacional Odriísta (UNO) |            | Manuel Díaz Díaz    | Aprismo Conservadurismo social Populismo de derecha |      |

## Resultados

### Sumario general
|                        |                                                                        |              |              |              |            |            |
| Partidos y coaliciones | Partidos y coaliciones                                                 | Voto popular | Voto popular | Voto popular | Concejales | Concejales |
| Partidos y coaliciones | Partidos y coaliciones                                                 | Votos        | %            | +/−          | Total      | +/−        |
|                        | Alianza Acción Popular - Democracia Cristiana (AP–DC)                  | 4,551        | 53.93        | n/a          | 5          | n/a        |
|                        | Coalición Partido Aprista Peruano - Unión Nacional Odriísta (APRA–UNO) | 3,887        | 46.07        | n/a          | 4          | n/a        |
|                        |                                                                        |              |              |              |            |            |
| Total                  | Total                                                                  | 8,438        |              |              | 9          | n/a        |
|                        |                                                                        |              |              |              |            |            |
| Votos válidos          | Votos válidos                                                          | 8,438        | 94.20        | n/a          |            |            |
| Votos en blanco        | Votos en blanco                                                        | 315          | 3.52         | n/a          |            |            |
| Votos nulos            | Votos nulos                                                            | 205          | 2.29         | n/a          |            |            |
| Votos emitidos         | Votos emitidos                                                         | 8,958        | 93.79        | n/a          |            |            |
| Abstenciones           | Abstenciones                                                           | 593          | 6.21         | n/a          |            |            |
| Votantes registrados   | Votantes registrados                                                   | 9,551        |              |              |            |            |
|                        |                                                                        |              |              |              |            |            |
| Fuente:                |                                                                        |              |              |              |            |            |

## Elecciones municipales distritales

### Resultados por distrito
La siguiente tabla enumera el control de los distritos de la provincia de San Martín.
| Distrito             | Alcalde(sa) electo(a)        | Partido político | Partido político   |
| -------------------- | ---------------------------- | ---------------- | ------------------ |
| Alberto Leveau       | Juan Fasanando Panaifo       |                  | Alianza AP-DC      |
| Biavo                | Elías López Bardales         |                  | Coalición APRA-UNO |
| Buenos Aires         | Cristóbal Ushiñahua Rengifo  |                  | Coalición APRA-UNO |
| Cacatachi            | Jorge Ríos Flores            |                  | Alianza AP-DC      |
| Caspizapa            | Hildebrando García Velásquez |                  | Coalición APRA-UNO |
| Chazuta              | Ulises Amacifen Arévalo      |                  | Alianza AP-DC      |
| Chipurana            | Víctor Pérez Torrejón        |                  | Alianza AP-DC      |
| El Porvenir          | Octavio Araujo Calampa       |                  | Coalición APRA-UNO |
| Huimbayoc            | Benedicto Orbe Mego          |                  | Alianza AP-DC      |
| Juan Guerra          | Julián del Águila Grandez    |                  | Alianza AP-DC      |
| La Banda de Shilcayo | Ángel Arévalo Viena          |                  | Alianza AP-DC      |
| Morales              | Felipe Yap Mendez            |                  | Coalición APRA-UNO |
| Papaplaya            | Gabriel Grandez Calderón     |                  | Alianza AP-DC      |
| Picota               | Agustín Jorge del Águila     |                  | Coalición APRA-UNO |
| Pilluana             | Walter Pinchi Pinchi         |                  | Coalición APRA-UNO |
| Pucacaca             | Absalón Tuesta García        |                  | Coalición APRA-UNO |
| San Antonio          | Elidergio López Alva         |                  | Coalición APRA-UNO |
| San Cristóbal        | Emilio Paima Urquia          |                  | Alianza AP-DC      |
| San Hilarión         | Elipcio Cachique Caballero   |                  | Alianza AP-DC      |
| Sauce                | Juan García del Águila       |                  | Coalición APRA-UNO |
| Shapaja              | Víctor Ruiz Barrios          |                  | Alianza AP-DC      |
| Tingo de Ponasa      | Noelia García Vela           |                  | Coalición APRA-UNO |